# Los Farad
Los Farad es una serie de televisión por internet española de acción y thriller creada por Mariano Barroso y Alejandro Hernández para Prime Video. Está protagonizada por Miguel Herrán y Susana Abaitua. Se estrenó el 12 de diciembre de 2023.

## Trama
Marbella, años 80. Oskar (Miguel Herrán) es un chico que sueña con montar un gimnasio y que, de la mano de Sara Farad (Susana Abaitua), termina adentrándose en el fascinante mundo de la Costa del Sol, con su jet set, sus excentricidades y su geopolítica. Oskar consigue todo eso gracias a los Farad, una familia que le ofrece un futuro, pero con el más inesperado de los oficios: el tráfico de armas.

## Reparto

### Principal
- Miguel Herrán como Oskar
- Susana Abaitua como Sara Farad
- Pedro Casablanc como Leo Farad
- Nora Navas como Carmen Farad
- Fernando Tejero como Manuel (Episodio 1 - Episodio 2; Episodio 4 - Episodio 8)
- Amparo Piñero como Tanya Farad
- Adam Jezierski como Hugo Farad
- Héctor Noas[a] como Henry (Episodio 2; Episodio 4; Episodio 6)
- Vladimir Cruz como Coronel Patricio (Episodio 2; Episodio 7)
- Selim Clayssen[b] como Jerome (Episodio 3 - Episodio 8)
- Vicky Araico[c] como Gina (Episodio 3 - Episodio 4; Episodio 6; Episodio 8)
- Hamid Krim[d] como Khalid (Episodio 1; Episodio 4 - Episodio 5)
- Fabien Caleyre como Negociador francés (Episodio 5)

con la colaboración especial de
- Igal Naor como Abdel Mawad (Episodio 2 - Episodio 8)
- Makram J. Khoury como Monzer Al Aasad (Episodio 3; Episodio 5; Episodio 8)
- Omar Ayuso[e] como Habib Kaezem (Episodio 5 - Episodio 7)

Notas
1. ↑  Héctor Noas es acreditado como principal en el segundo y cuarto episodios.
2. ↑  Selim Clayssen es acreditado como principal en el tercer, séptimo y octavo episodios.
3. ↑  Vicky Araico es acreditado como principal en el tercer, cuarto y octavo episodios.
4. ↑  Hamid Krim es acreditado como principal en el cuarto y quinto episodios.
5. ↑  Omar Ayuso es acreditado como principal únicamente en el séptimo episodio.

## Capítulos
| N.º | Título                       | Dirigido por    | Escrito por                           | Fecha de emisión original |
| --- | ---------------------------- | --------------- | ------------------------------------- | ------------------------- |
| 1   | «Importación y exportación»  | Mariano Barroso | Alejandro Hernández y Mariano Barroso | 12 de diciembre de 2023   |
| 2   | «De Aluche a Marbella»       | Mariano Barroso | Alejandro Hernández y Mariano Barroso | 12 de diciembre de 2023   |
| 3   | «Leones y cuñados»           | Polo Menárguez  | Alejandro Hernández y Mariano Barroso | 12 de diciembre de 2023   |
| 4   | «La Perestroika»             | Polo Menárguez  | Alejandro Hernández y Mariano Barroso | 12 de diciembre de 2023   |
| 5   | «Manual de terroristas»      | Polo Menárguez  | Alejandro Hernández y Mariano Barroso | 12 de diciembre de 2023   |
| 6   | «Mirar para otro lado»       | Mariano Barroso | Alejandro Hernández y Mariano Barroso | 12 de diciembre de 2023   |
| 7   | «Una nueva especie de Farad» | Mariano Barroso | Alejandro Hernández y Mariano Barroso | 12 de diciembre de 2023   |
| 8   | «La decisión final»          | Mariano Barroso | Alejandro Hernández y Mariano Barroso | 12 de diciembre de 2023   |

## Producción
El 12 de enero de 2022, durante una presentación de sus próximas producciones españolas, Prime Video anunció, entre otras novedades, el desarrollo de la serie criminal Los Farad, basada en hechos reales, que fue creada por el guionista Alejandro Hernández y el director Mariano Barroso. En julio de 2022, Miguel Herrán y Susana Abaitua fueron anunciados como los protagonistas de la serie. El rodaje tuvo lugar a lo largo de 2022 en diferentes localizaciones como el famoso Hotel Servigroup Galúa de La Manga del Mar Menor simulando Angola, la provincia de Almería, como La Isleta del Moro, Tabernas y Viator; la provincia de Granada, como Almuñécar, Motril, y La Herradura (que fue usada para las escenas de Puerto Banús); y Málaga (cuyo ayuntamiento fue usado para las escenas de un hotel de la Costa Azul), concluyendo en enero de 2023.

## Lanzamiento
El 6 de octubre de 2022, Prime Video sacó el tráiler de Los Farad y programó su estreno para el 12 de diciembre de 2023.